# Língua tembé
O tembé é um dialeto da língua indígena brasileira tenetehara, a qual pertence à  família tupi-guarani, que por sua vez pertence ao tronco tupi. É falado pelos tembés.